# Пінігіна Марія Джумабаївна
Марія Джумабаївна Кульчунова-Пінігіна (нар. 9 лютого 1958, Івановка, Чуйська область, Киргизстан) — українська та радянська легкоатлетка, олімпійська чемпіонка, рекордсменка світу.
Марія Пінігіна тренувалася в спортивному товаристві «Спартак» у Києві. Золоту олімпійську медаль та звання олімпійського чемпіона вона виборола на сеульській Олімпіаді в естафеті 4 х 400 метрів, виступаючи у складі збірної СРСР.
У фінальному забігу збірна СРСР встановила світовий рекорд — 3 хв. 15,18 с.
Дружина київського борця якутського походження, олімпійського чемпіона монреальської Олімпіади з вільної боротьби Павла Пінігіна.